# Macromitrium lomasense
Macromitrium lomasense är en bladmossart som beskrevs av H. Robinson 1971. Macromitrium lomasense ingår i släktet Macromitrium och familjen Orthotrichaceae. Inga underarter finns listade i Catalogue of Life.